# سلما الخضراء الجیوسی
سلما الخضراء الجَیّوسی (۱۶ آوریل ۱۹۲۸ – ۲۱ آوریل ۲۰۲۳) نویسنده، شاعر، دانشگاهی و مترجم فلسطینی بود. او از اولین منتقدانی بود که از شعر آزاد استقبال کرد و خواستار حفظ میراث و اصالت شد. از طریق پروژه‌های «پروتا» و «ارتباط شرق و غرب»، جنبش ترجمهٔ گسترده‌ای از کتاب‌های ادبیات عرب و اسلامی، میراث و اندیشه را برعهده گرفت.

## زندگی و پیشه
او در ۱۶ آوریل ۱۹۲۸ در شهر سلط، امارت شرق اردن به دنیا آمد. پدرش صبحی سعید الخضراء، از اهالی صفد فلسطین و مادرش انیسه یوسف سلیم، از اهالی جباع الشوف لبنان بودند و او فرزند اولشان بود. دورهٔ ابتدایی را در مدرسهٔ المأمونیه در قدس و مدرسهٔ دولتی در عکا و دبیرستان را در دانشکدهٔ دخترانهٔ شمیدت در قدس خواند. تحصیلات خود را ادامه داد و ادبیات عرب و انگلیسی را در دانشگاه آمریکایی بیروت خواند. سپس به قدس بازگشت و در دانشکدهٔ دار المعلمات به تدریس پرداخت.
در سال ۱۹۴۶ با برهان الجیوسی، هم‌دانشگاهی خود در گروه علوم سیاسی ازدواج کرد که اردنی فلسطینی‌الاصل بود و اولین مأموریت دیپلماتیک او در کنسولگری اردن در قدس تا سال ۱۹۴۷ بود، سفرهای او سپس شامل رم، مادرید، بغداد و لندن شد. سلما وارد صحنه ادبی، به ویژه در بغداد، پایتخت شعر عربی در دههٔ ۱۹۵۰ شد و مجموعه شعر خود را به نام «بازگشت از بهار رؤیایی» در سال ۱۹۶۰ منتشر کرد. این خانواده در اوایل دههٔ ۱۹۶۰ در بیروت ساکن شدند، جایی که صحنهٔ ادبی ویژگی‌های خاص خود را داشت. در آن هنگام در بیروت مناظره‌ای بین دو گروه مخالف از نویسندگان وجود داشت: مجلهٔ «الآداب» به گروه متعهد به مسائل ملی، میراث ادبی عرب و تشویق نوآوری در شعر وابسته بود، مجلهٔ «شعر» به شعر مدرن، ادبیات و اندیشهٔ مدرن گرایش داشت که هدفش پشت سر گذاشتن ارزش‌های ادبی موروثی بود. سلما در مجادله جاری شرکت کرد و نظرات خود را هم در «الآداب» و هم در «شعر» نوشت. او شعر منثور را رد نکرد، بلکه به‌طور مثبت و عمیق در مورد آن نوشت، با این حال، او به شدت این تصور را رد کرد که آنچه نوگرایان مجلهٔ «شعر» به آن دست یافته‌اند، آخرین پیشرفت ممکن است. او گفت: «این فرم روزی منسوخ خواهد شد زیرا همه چیز تغییر می‌کند.»
الجیوسی به عنوان شاعری متجدد، منتقدی برجسته و مترجمی ماهر ظاهر شد و مقالات بسیاری منتشر کرد که در آنها به موضوعات ادبی پرداخت. او بر اساس دیدگاه‌ها و تحقیقات خود در دههٔ ۱۹۶۰، پایان‌نامهٔ دانشگاهی خود را با عنوان «روندها و جنبش‌ها در شعر نوی عربی» نوشت که برای آن، دکترای خود را از دانشکدهٔ مطالعات شرقی و آفریقایی (SOAS) از دانشگاه لندن در سال ۱۹۷۰ دریافت کرد.
الجیوسی در دانشگاه‌های خارطوم (۱۹۷۰–۱۹۷۳)، دانشگاه الجزیره (۱۹۷۳–۱۹۷۵) و دانشگاه یوتا در ایالات متحده آمریکا به تدریس پرداخت. در سال ۱۹۷۳، او توسط انجمن مطالعات خاورمیانه آمریکای شمالی (MESA) برای برگزاری یک تور سخنرانی در ایالات متحده و کانادا که شامل ۲۲ دانشگاه بود، دعوت شد. در سال ۱۹۷۷، او کتاب خود را به زبان انگلیسی در مورد شعر مدرن عربی منتشر کرد و در دههٔ ۱۹۷۰ به انتشار مقالات خود در پایتخت‌های عربی مانند قاهره، خارطوم، تونس و کویت ادامه داد. کالج بارنارد در دانشگاه کلمبیا از او برای ایراد سخنرانی عمومی سالانه در سال ۱۹۷۹ دعوت کرد. مدیر انتشارات دانشگاه کلمبیا به او پیشنهاد همکاری در انتشار مجموعه‌ای از ترجمهٔ ادبیات مدرن عربی را داد. این همکاری در انگیزهٔ فکری و عملی او برای ایجاد پروژهٔ ترجمه خود با هدف انتقال فرهنگ عربی به جهان انگلیسی‌زبان بسیار مؤثر بوده است. پروژهٔ او در سال ۱۹۸۰ با همکاری تعدادی از استادان دانشگاه میشیگان آغاز شد و نام آن را «پروتا» (به انگلیسی: Project of Translation from Arabic – PROTA) گذاشت. او با همکاری ده‌ها مترجم، ویراستار و پژوهشگر در شرق و غرب، امور پروتا را با جزئیات دنبال کرد. هیچ دفتر مرکزی رسمی برای سازمان او وجود نداشت، بنابراین خانه‌های او در بوستون، لندن و امّان، علاوه بر هتل‌ها، محل کار بود.  در دههٔ ۱۹۸۰، او شروع به انتشار کتاب‌های ادبی ترجمه‌شدهٔ انفرادی کرد، که آنها را از بهترین آثار شعر، داستان کوتاه، رمان و تئاتر که توسط نویسندگان و شاعران مدرن و کهن عرب تهیه شده بود، انتخاب کرد. او دانشنامهٔ انگلیسی‌زبان را با عنوان «مجموعه‌ای از شعر مدرن عربی» که شامل اشعار بیش از نود شاعر است، ویرایش کرد و نوشت.
در سال ۱۹۸۴ او به کنفرانس لوند در سوئد دعوت شد و عنوان سخنرانی او این بود: «شعر عربی و شعر سوئدی، شباهت و تفاوت». در آنجا با شاعر اوستن شوستراند، رئیس کمیتهٔ هنری آکادمی نوبل ملاقات کرد. در بهار ۱۹۸۵ آکادمی نوبل از او دعوت کرد تا مطالعه‌ای دربارهٔ وضعیت ادبیات عرب و شایستگی نویسندگان آن برای دریافت جایزهٔ نوبل آماده کند و او موافقت کرد. هنگامی که نجیب محفوظ برندهٔ جایزه ادبیات نوبل شد (۱۹۸۸)، آکادمی نوبل، الجیوسی را به استکهلم دعوت کرد تا در مراسم اهدای جایزه شرکت کند.
در سال ۱۹۹۰ دومین پروژهٔ خود را به نام «پیوند شرق-غرب» (به انگلیسی: East- West Nexus) با هدف ارائهٔ تمدن عربی و اسلامی، اعم از باستان و مدرن، به زبان انگلیسی از طریق کنفرانس‌ها و مطالعات جامع و تخصصی دانشگاهی توسط نویسندگان عرب و غربی، به منظور «از بین بردن باورهای غلط و دیدگاه‌های کلیشه ای از فرهنگ‌های جهان عرب-اسلام»، راه اندازی کرد. شروع این پروژه، کتاب جامع او در مورد تمدن عربی-اسلامی در اندلس بود که در سال ۱۹۹۲ منتشر شد و مورد استقبال دانشگاهی قرار گرفت. با موفقیت مشابهی، در سال ۲۰۰۹ کتاب دانشنامه‌ای خود را با عنوان «حقوق بشر در اندیشهٔ عرب: مطالعات در متون» منتشر کرد که شامل شواهدی دربارهٔ حقوق بشر در میراث فکری عربی در مراحلی است که قبل از علاقهٔ غرب به آن جای دارد. الجیوسی ده‌ها سخنرانی و کنفرانس‌هایی را در پایتخت‌ها و شهرهای مختلف، به‌ویژه در اروپا و آمریکا، و همچنین در کشورهای عربی شام، مغرب و خلیج فارس ایراد کرده است. او تعداد زیادی مراسم بزرگداشت، سپر و جوایز را برای قدردانی از دستاوردهای خود دریافت کرد، از جمله: سازمان آزادیبخش فلسطین (۱۹۹۱)؛ کنفرانس فارغ التحصیلان عرب آمریکایی (۱۹۹۶)؛ وزارت فرهنگ در کویت (۲۰۰۲)؛ شورای عالی فرهنگ در مصر (۲۰۰۶)؛ وزارت فرهنگ الجزایر (۲۰۰۷)؛ جایزهٔ ملک عبدالله بن عبدالعزیز (۲۰۰۸)؛ دانشگاه اهلیه امّان (۲۰۰۹)؛ جایزهٔ چهرهٔ فرهنگی سال، شیخ زاید (۲۰۲۰)؛ جایزهٔ خلاقیت محمود درویش (۲۰۲۳).
سلما الخضراء الجیوسی در ۲۱ آوریل ۲۰۲۳ در امّان درگذشت.

## زندگی شخصی
سلما الخضراء در سال ۱۹۴۶ با برهان کمال الجیوسی، هم‌دانشگاهی خود در گروه علوم سیاسی ازدواج کرد که اردنی فلسطینی‌الاصل بود. یک پسر به نام اسامه، دو دختر به نام‌های لینا و مِی به دنیا آورد.

## آثار
کتاب‌ه:
- العودة من النبع الحالم: شعر، دار الآداب، بیروت، ۱۹۶۰.
- عشاق في المنفى: رمان، ۱۹۶۳.

- Trends and Movements in Modern Arabic Poetry: دو جلد، بریل، لیدن، ۱۹۷۷. ترجمه شده به عربی با عنوان الاتجاهات والحركات في الشعر العربي الحديث از عبد الواحد لؤلؤة، مرکز دراسات الوحدة العربیة، بیروت، ۲۰۱۱.

- صَفَونا مع الدهر: شعر، امّان، ۲۰۲۱.

در ویرایش و گردآوری آثار زیر مشارکت داشته است:
- Modern Arabic Poetry: An Anthology: انتشارات دانشگاه کلمبیا، نیویورک، ۱۹۸۷.
- The Literature of Modern Arabia: an Anthology: London: کیگن پول انترنشنال با همکاری دانشگاه ملک سعود، ۱۹۸۸.
- Anthology of Modern Palestinian Literature:انتشارات دانشگاه کلمبیا، نیویورک، ۱۹۹۲.
- The Legacy of Muslim Spain: بریل، لیدن، ۱۹۹۲.
- Modern Arabic Drama: an Anthology: Bloomington: انتشارات دانشگاه ایندیانا، ۱۹۹۵.
- Modern Arabic Fiction: an Anthology: انتشارات دانشگاه کلمبیا، نیویورک، ۲۰۰۵.
- My Jerusalem: Essays, Reminiscences and Poems. Northampton, MA: انتشارات الیو برنچ، ۲۰۰۵.
- The City in the Islamic World: Leiden: بریل، لیدن، ۲۰۰۸.
- Human Rights in Arab Thought: a Reader: آی‌بی توریس، لندن، ۲۰۰۹.
- Classical Arabic Stories: an Anthology. انتشارات دانشگاه کلمبیا، نیویورک، ۲۰۱۰.

- موسوعة الأدب الفلسطيني المعاصر: دو جلد، المؤسسة العربیة، بیروت، ۱۹۹۷.
- الحضارة العربية الإسلامية في الأندلس: دو جلد، مرکز دراسات الوحدة العربیة، بیروت، ۱۹۹۹.
- حقوق الإنسان في الفكر العربي: دراسات في النصوص: مرکز دراسات الوحدة العربیة، بیروت، ۲۰۰۲.

ترجمه‌ها:
- إنسانية الإنسان: از رالف پیری، (به انگلیسی: The Humanity of Man)
- جوستين (به انگلیسی: Justine) و بالتازا (به انگلیسی: Balthazar) دو رمان از رباعیات اسکندریه، نوشتهٔ لارنسل داریل.